# Penafiel
Penafiel ist eine Stadt in der portugiesischen Region Norte. Sie ist Sitz des Titularbistums Penafiel.

## Geschichte
Zahlreiche Monumente belegen eine vorgeschichtliche Besiedlung, darunter der Menhir von Luzim, der Dolmen von Portela, und die Anta von Santa Marta. Unter den Funden aus römischer Zeit ist insbesondere eine Statue des Kriegsgottes Mars zu nennen. Der Ort hieß Anégia bzw. Varianten davon, bis ins 12. Jahrhundert, als in einer Schenkung an das Kloster Mosteiro de Paço de Sousa das Gebiet erstmals als Terra de Penafiel geführt wurde. Die Ortsgemeinde führte dabei den Namen São Martinho de Moázeres, und später Arrifana do Sousa, bis in die Regierungszeit des Königs D. José I im 18. Jahrhundert. Dank der Lage des Ortes an wichtigen Verbindungswegen über Straßen und Flüsse wurde hier alljährlich der Feira de São Martinho abgehalten, der die lokale und regionale Wirtschaft beflügelte.
Ein erstes, im 11. Jahrhundert verliehenes erstes Stadtrecht wurde 1519 durch König D. Manuel I. erneuert. Unter König D. João V. wurde der Ort 1714 noch als Arrifana de Sousa zur Kleinstadt (Vila), und unter König D. José I. 1770 zur Stadt (Cidade) erhoben, nunmehr in Penafiel umbenannt. Im gleichen Jahr schuf Papst Clemenz XIV. die Diözese Penafiel, durch Abspaltung aus dem Bistum Porto.

## Wappen
Beschreibung: In Blau ein schwarz bewehrter goldener Adler mit hochgezogenen Schwingen, unter denen je ein silbernes aufgerichteten Schwert ihn begleitet. Auf der Brust liegt ein rotes Prankenkreuz mit einem silbernen gemeinen Kreuz belegt.
Über den Schild eine silberne fünftürmige Mauerkrone. Im weißen Band am Schildfuß der Ortsname in schwarzen Majuskeln „CIDADE DE PENAFIEL“.

## Verwaltung

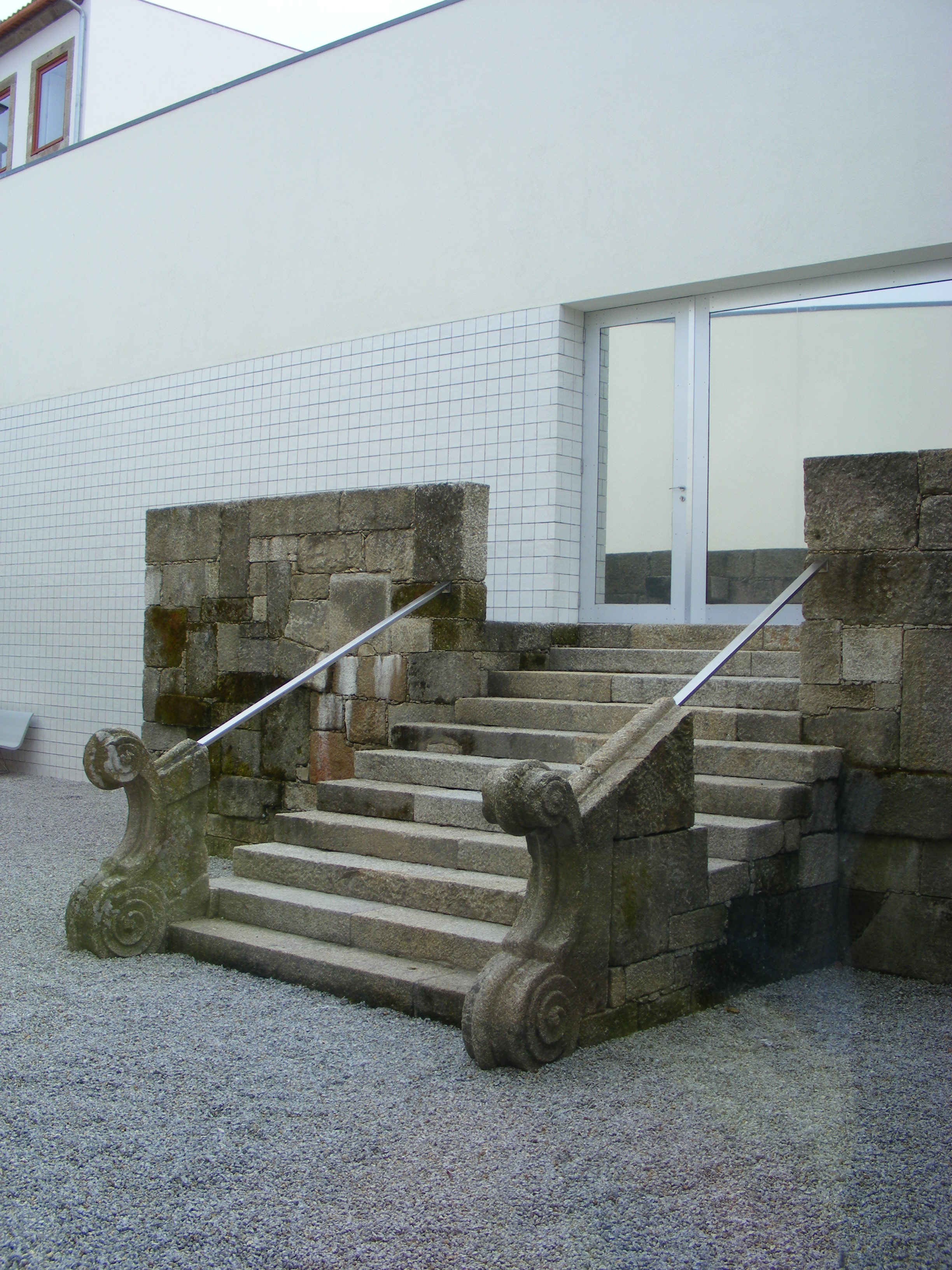
Eingang zum Innenhof des städtischen Museums Museu Municipal de Penafiel, von Architekt Fernando Távora entworfen

### Der Kreis
Penafiel ist Sitz des gleichnamigen Kreises (Concelho) im Distrikt Porto. Am 19. April 2021 hatte der Kreis 69.629 Einwohner auf einer Fläche von 212,2 km².
Die Nachbarkreise sind (im Uhrzeigersinn, im Norden beginnend): Lousada, Amarante, Marco de Canaveses, Castelo de Paiva, Gondomar sowie Paredes.
Mit der Gebietsreform im September 2013 wurden mehrere Gemeinden zu neuen Gemeinden zusammengefasst, sodass sich die Zahl der Gemeinden von zuvor 38 auf 28 verringerte.
Die folgenden Gemeinden (Freguesias) liegen im Kreis Penafiel:

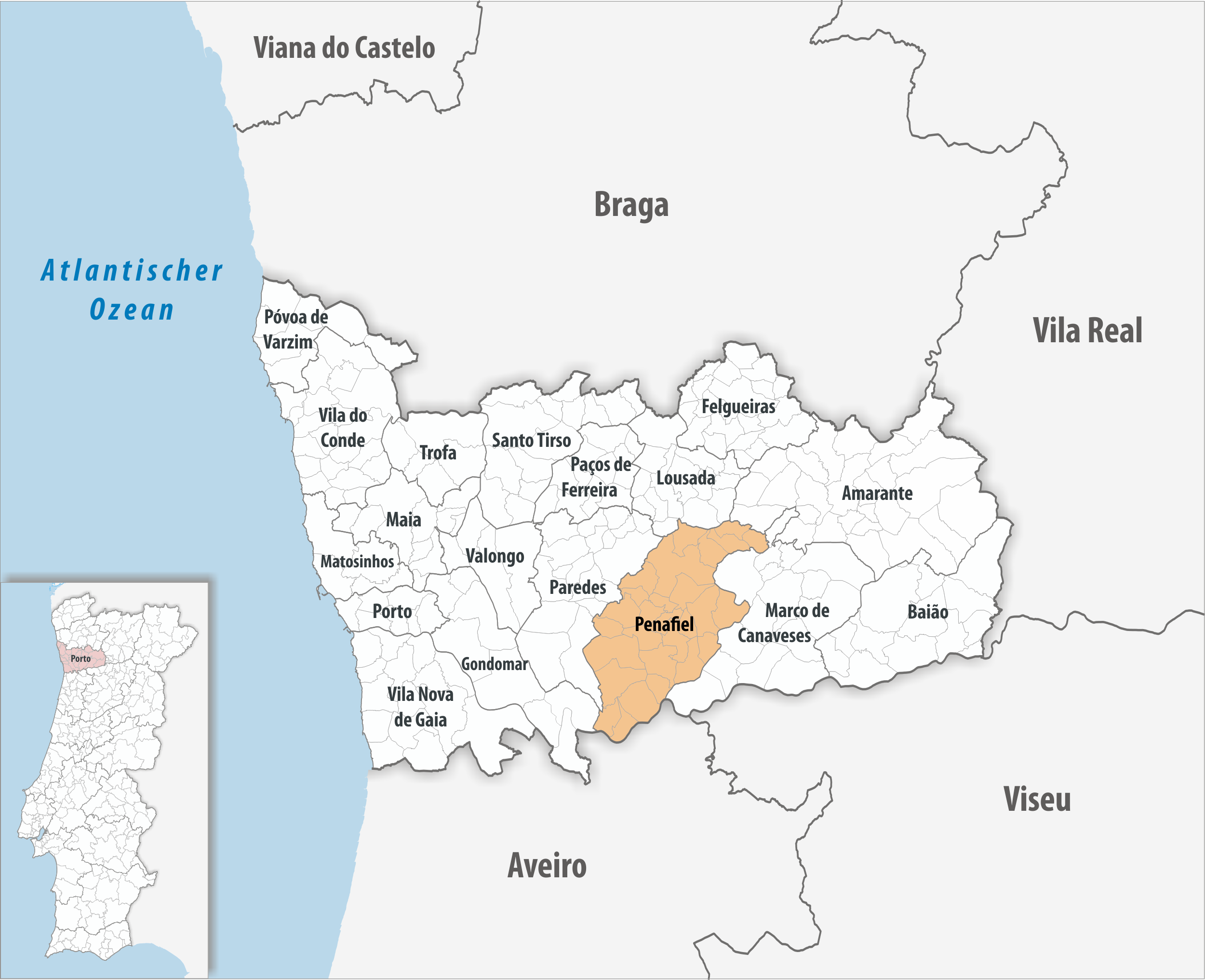
Kreis Penafiel

| Gemeinde                   | Einwohner (2021) | Fläche km² | Dichte Einw./km² | LAU- Code |
| -------------------------- | ---------------- | ---------- | ---------------- | --------- |
| Abragão                    | 2.311            | 9,53       | 242              | 131101    |
| Boelhe                     | 1.532            | 5,09       | 301              | 131102    |
| Bustelo                    | 1.682            | 6,86       | 245              | 131103    |
| Cabeça Santa               | 2.354            | 6,93       | 340              | 131104    |
| Canelas                    | 1.579            | 11,82      | 134              | 131105    |
| Capela                     | 964              | 13,25      | 73               | 131106    |
| Castelões                  | 1.364            | 4,22       | 323              | 131107    |
| Croca                      | 1.792            | 6,64       | 270              | 131108    |
| Duas Igrejas               | 2.255            | 8,10       | 278              | 131109    |
| Eja                        | 863              | 4,93       | 175              | 131110    |
| Fonte Arcada               | 1.459            | 4,82       | 303              | 131112    |
| Galegos                    | 2.584            | 4,57       | 566              | 131113    |
| Guilhufe e Urrô            | 3.845            | 7,32       | 525              | 131141    |
| Irivo                      | 2.100            | 3,17       | 662              | 131115    |
| Lagares e Figueira         | 2.780            | 16,64      | 167              | 131142    |
| Luzim e Vila Cova          | 1.539            | 10,60      | 145              | 131140    |
| Oldrões                    | 1.954            | 4,06       | 482              | 131121    |
| Paço de Sousa              | 3.838            | 8,60       | 446              | 131122    |
| Penafiel                   | 15.676           | 22,52      | 696              | 131139    |
| Perozelo                   | 1.317            | 3,99       | 330              | 131125    |
| Rans                       | 1.804            | 3,05       | 591              | 131128    |
| Rio de Moinhos             | 2.536            | 8,21       | 309              | 131129    |
| Rio Mau                    | 1.340            | 6,13       | 218              | 131138    |
| São Mamede de Recezinhos   | 1.364            | 4,25       | 321              | 131132    |
| São Martinho de Recezinhos | 1.708            | 5,24       | 326              | 131133    |
| Sebolido                   | 823              | 5,15       | 160              | 131134    |
| Termas de São Vicente      | 4.758            | 10,21      | 466              | 131143    |
| Valpedre                   | 1.508            | 6,33       | 238              | 131136    |
| Kreis Penafiel             | 69.629           | 212,23     | 328              | 1311      |

### Bevölkerungsentwicklung
| Einwohnerzahl im Kreis Penafiel (1801–2011) | Einwohnerzahl im Kreis Penafiel (1801–2011) | Einwohnerzahl im Kreis Penafiel (1801–2011) | Einwohnerzahl im Kreis Penafiel (1801–2011) | Einwohnerzahl im Kreis Penafiel (1801–2011) | Einwohnerzahl im Kreis Penafiel (1801–2011) | Einwohnerzahl im Kreis Penafiel (1801–2011) | Einwohnerzahl im Kreis Penafiel (1801–2011) | Einwohnerzahl im Kreis Penafiel (1801–2011) | Einwohnerzahl im Kreis Penafiel (1801–2011) |
| ------------------------------------------- | ------------------------------------------- | ------------------------------------------- | ------------------------------------------- | ------------------------------------------- | ------------------------------------------- | ------------------------------------------- | ------------------------------------------- | ------------------------------------------- | ------------------------------------------- |
| 1801                                        | 1849                                        | 1900                                        | 1930                                        | 1960                                        | 1981                                        | 1991                                        | 2001                                        | 2011                                        |                                             |
| 18.576                                      | 26.944                                      | 31.799                                      | 37.496                                      | 49.924                                      | 64.267                                      | 68.444                                      | 71.800                                      | 72.258                                      |                                             |

### Kommunaler Feiertag
- 11. November

### Städtepartnerschaften
- Peñafiel, Spanien (seit 1985)
- Entroncamento, Portugal (seit 1991)
- Sainte-Geneviève-des-Bois, Frankreich (seit 1999)
- Salto, Uruguay (seit 2013)[6]

## Sport
Der 1951 gegründete Fußballverein FC Penafiel spielt in der Segunda Liga (2020/21). Er trägt seine Heimspiele im 6.500 Zuschauer fassenden städtischen Stadion Estádio Municipal 25. de Abril aus.

## Wirtschaft
Der Kreis ist überwiegend industriell geprägt, insbesondere verarbeitende Industrie und Baugewerbe. Auch der Handel hat Bedeutung, zudem trägt die Landwirtschaft und insbesondere die Viehzucht zur Wirtschaft im Kreis bei. Die wirtschaftlich entwickeltesten Orte im Kreis sind Penafiel, Paço de Sousa und Rio de Moinhos.

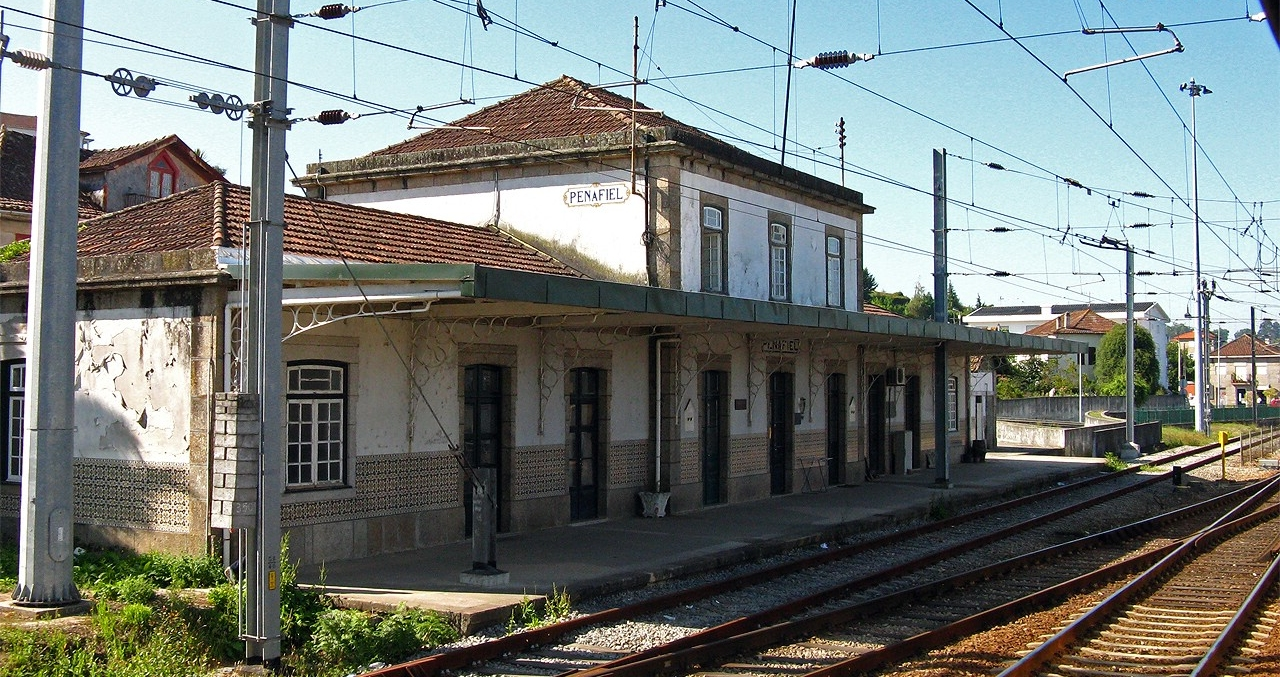
Der alte Bahnhof von Penafiel

## Verkehr
Penafiel liegt an der Eisenbahnstrecke Linha do Douro. Sein historischer Bahnhof wurde zwischenzeitlich um neue Anlagen erweitert.
Die Stadt ist mit der eigenen Anschlussstelle an die Autobahn A4 (hier auch Europastraße 82) an das Fernstraßennetz des Landes angebunden. Die Nationalstraße N15 quert den Ort und verbindet ihn mit Paredes im Westen und Amarante im Osten.
Penafiel ist in das landesweite Fernbusnetz der Rede Expressos eingebunden.

## Söhne und Töchter der Stadt
- Vitorino de Carvalho Guimarães (1876–1957), Politiker und Premierminister der Ersten Republik
- Joaquim Oliveira (1947–2025), Medientycoon
- António Luís Alves Ribeiro Oliveira (* 1952), Fußballspieler und -trainer
- Gustavo Pinto Cerqueira (* 1957), ehemaliger Fußball-Torwart
- Vitorino José Pereira Soares (* 1960), katholischer Geistlicher, Weihbischof von Porto
- Fernanda Ribeiro (* 1969), Langstreckenläuferin und Olympiasiegerin
- Abel Ferreira (* 1978), Fußballspieler
- José Fonte (* 1983), Fußballspieler
- Nuno Morais (* 1984), Fußballspieler
- Nuno André Coelho (* 1986), Fußballspieler
- Rui Fonte (* 1990), Fußballspieler